# 自衛隊自動車訓練所

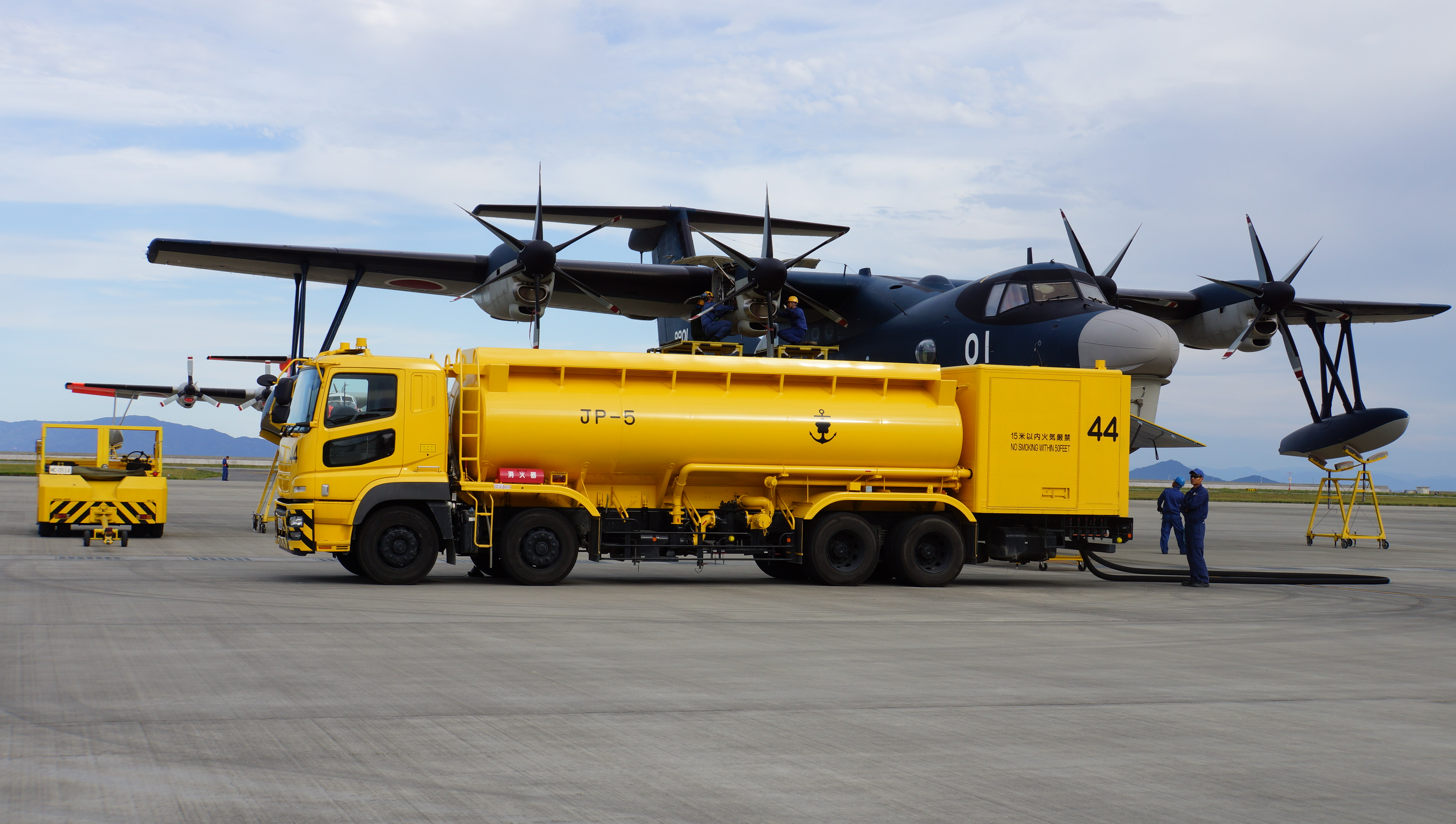
US-2に燃料を補給する20000L燃料給油車

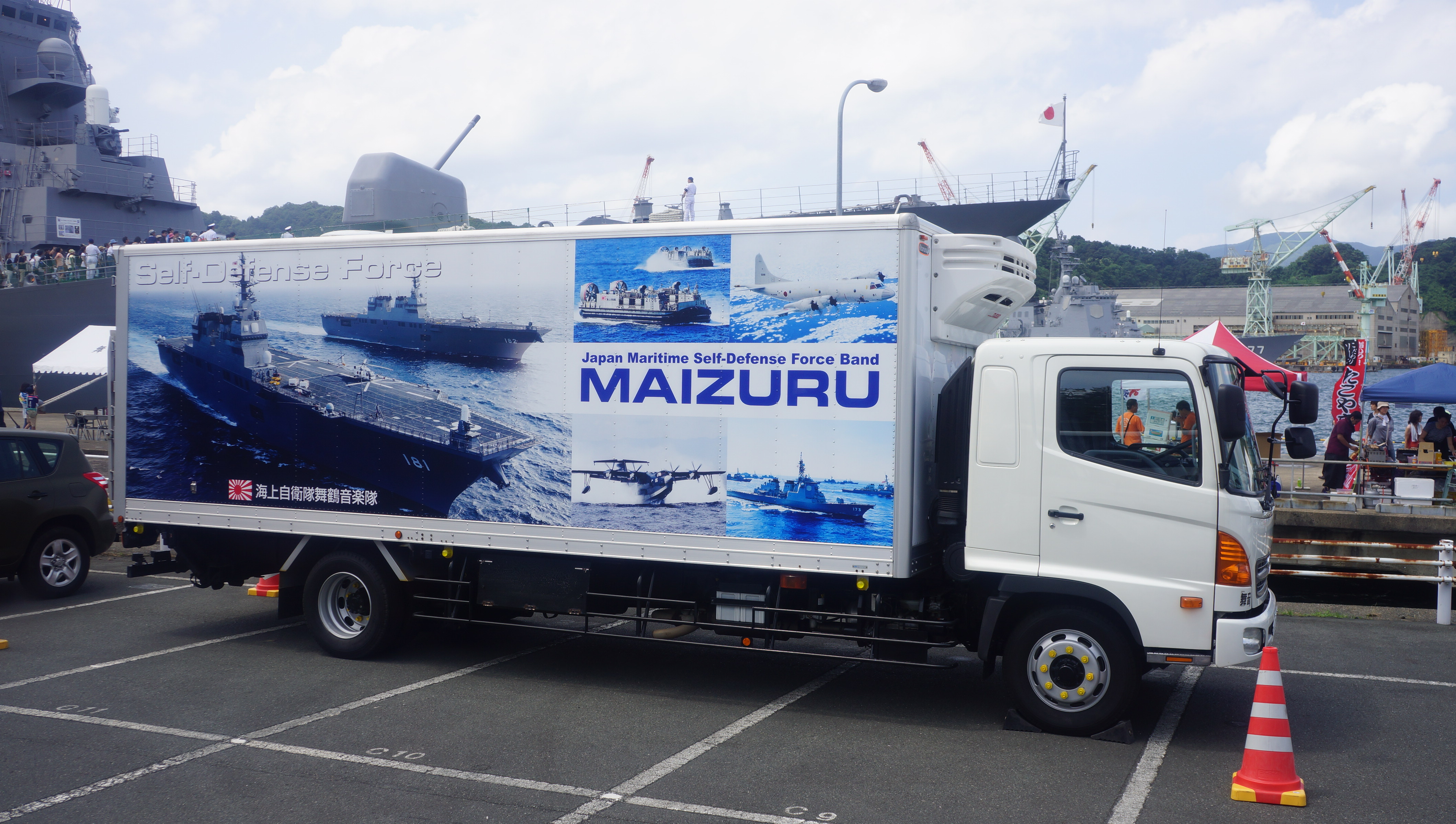
音楽隊の楽器を輸送する楽器運搬車

自衛隊自動車訓練所（じえいたいじどうしゃくんれんじょ）は、自衛隊における自動車教習所のことである。自衛隊員や自衛官のみに運転免許証を取得させるため教習を行う。略称は自訓（じくん）または自教（じきょう）。
部隊によっては道路交通法などの表記と同じく自衛隊自動車教習所と標榜しているところもある。指定自動車教習所と同じ扱いを受けるので運転免許試験場で学科試験・適性試験を受けることになる。自衛隊の駐屯地または訓練場（演習場）内に開設されているため、履修対象は自衛隊員に限定される。

## 概要

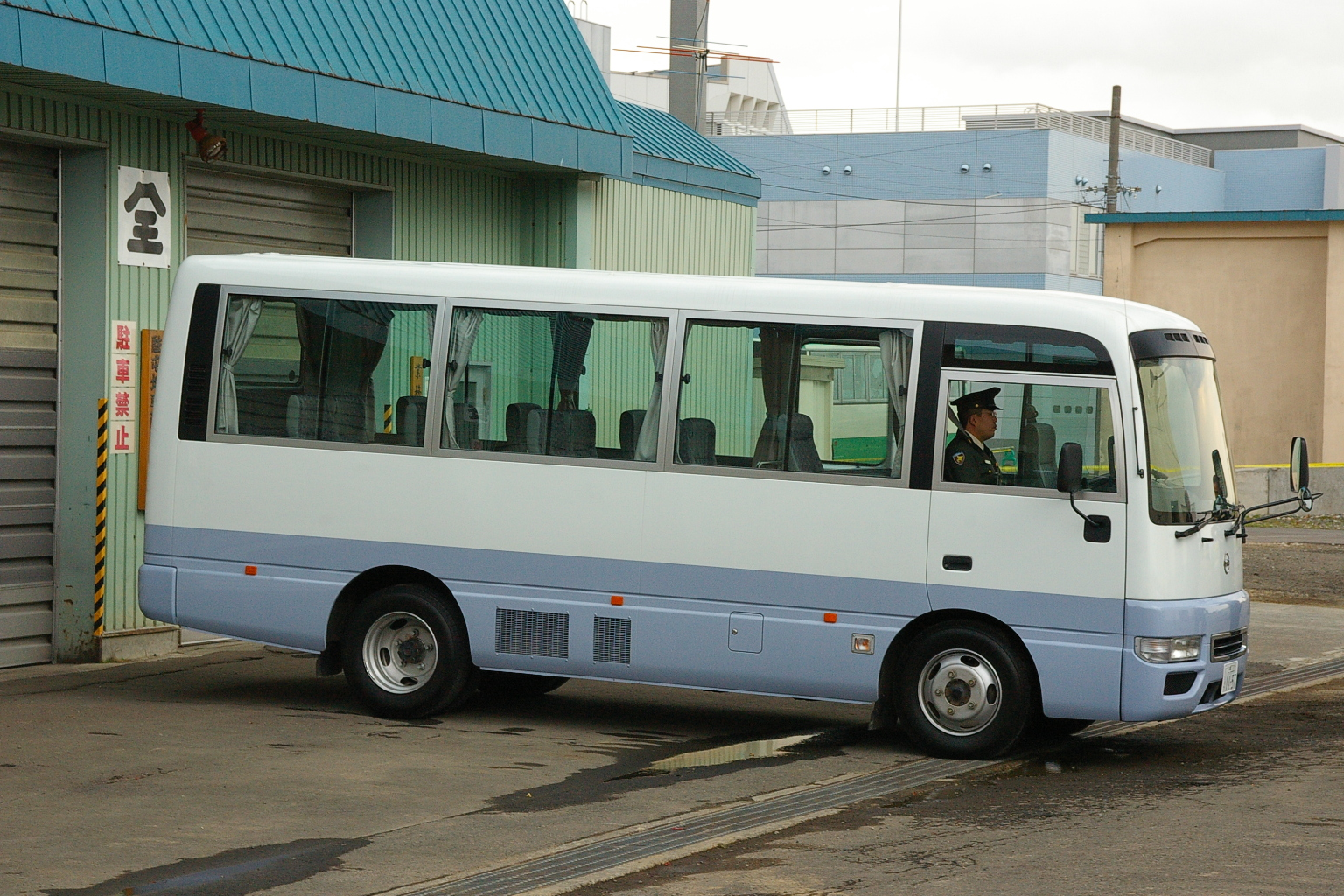
陸上自衛隊の人員輸送車2号

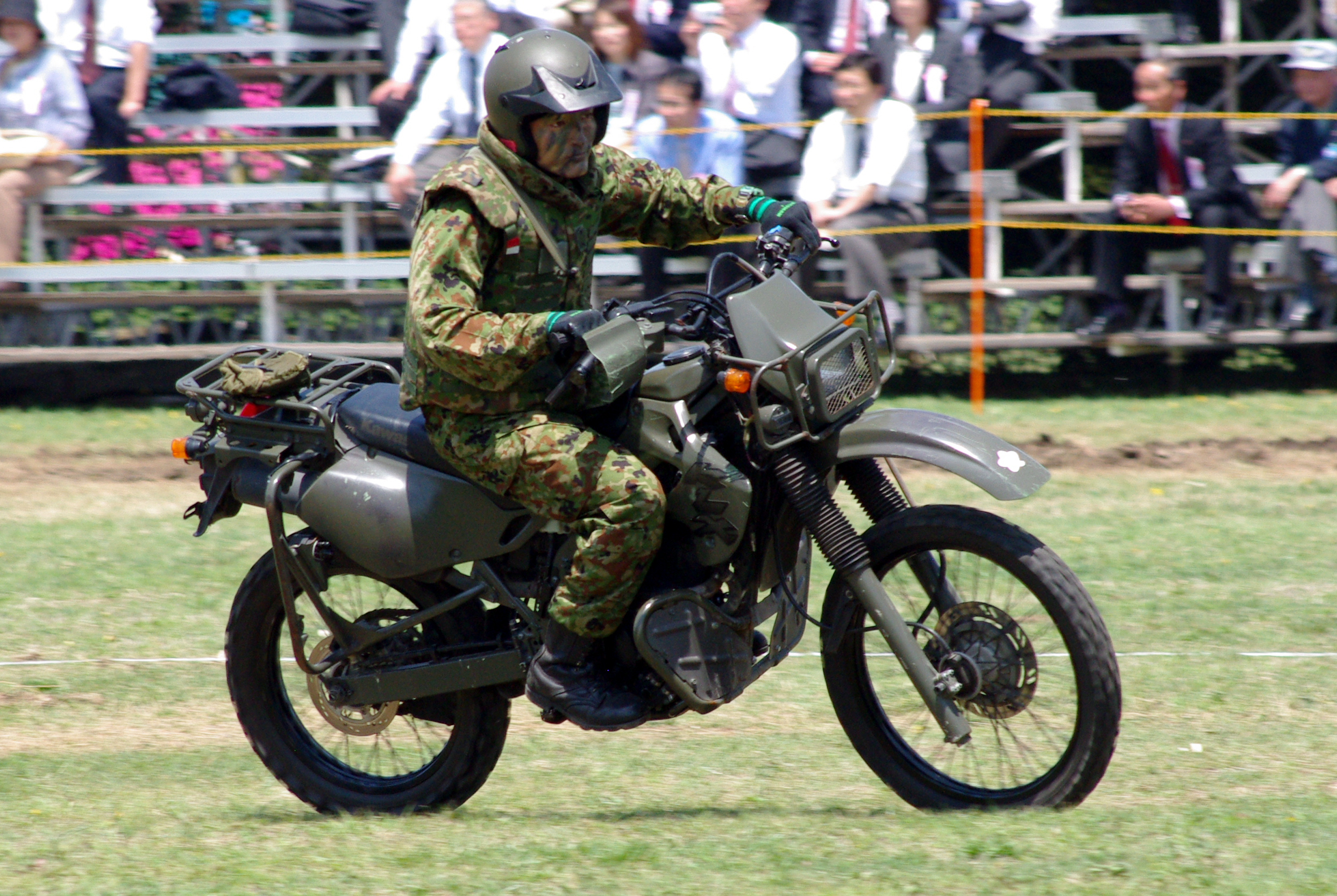
陸上自衛隊の偵察用オートバイ

自衛隊では、大型自動車免許が必要な任務が多いため、普通、準中型免許等を保有せずとも19歳から大型自動車免許（2007年6月の道路交通法改正後に取得した者は「大型車は自衛隊用自動車に限る」の限定条件が付加される）が取得できる。また、戦車を公道で運転するための免許も取得できる（「大特車はカタピラ車に限る」の限定免許となる）。
この他、訓練所によっては都道府県労働局長登録教習機関の側面も持っているところもあり、技能講習や特別教育、実技教習なども行っており、労働安全衛生法による免許では付近の安全衛生技術センターで学科試験を受けることとなる。
自衛官が受講する場合、教本代と本試験受験時の印紙代を除き全額国費で免許が取得可能である。
勤務員のほとんどは、教習所を管理する当該部隊および同一駐屯地に所在する部隊若しくは近隣の部隊から差し出される。技能教習に従事する隊員は、指定自動車教習所指導員や指定自動車教習所技能検定員の資格が必要であるため、有資格者を技術曹として公募したり、定年退官した自衛官の再任用により賄うことがある。
海空自衛隊でも、航空機の燃料を輸送する給油車や施設の維持に使用するブルドーザーなどが稼働しているが、陸上自衛隊に比べるとニーズが少ないため訓練所は少ない。音楽隊が楽器を輸送する楽器運搬車や見学者などの送迎に使われるマイクロバスタイプの人員輸送車は中型自動車であるため、法改正後は中型自動車免許の取得も可能となっている。陸上自衛隊の警務隊や偵察隊などは普通自動二輪車を利用しているが、対応した訓練所が少なく、民間の指定自動車教習所へ通うことも多い（取得費用は国負担）。
卒業検定が終わった後は、最寄りの運転免許試験場に赴き、学科試験・適性試験に合格した者は、公安委員会から運転免許証が即日交付される。

## 主な施設等
- 本部隊舎（所長・本部班・指導員等執務場所）
- 教場（学科教習・実技におけるハンドル操作やシミュレーターによる教習等）
- 学生控室
- 整備工場（後方支援部隊における整備課程の教育が行われる場合もある）
- 営内隊舎（管轄部隊の営内を間借りする場合もある）
- 教習コース（民間の自動車学校に準じたコースが整備されているものの、施設内の設備（コース等）の維持管理費に関して予算が不足している傾向が強く、コースの補修・積雪寒冷地の除雪[注 3]は入校中の学生・助教等が行っている。特にアスファルトのラインや周辺の雑草等は教習にも大きく影響するため、歪みが生じたアスファルトの補微修正・ラインの修正・草刈り等は定期的に行われる。）

## 入校資格

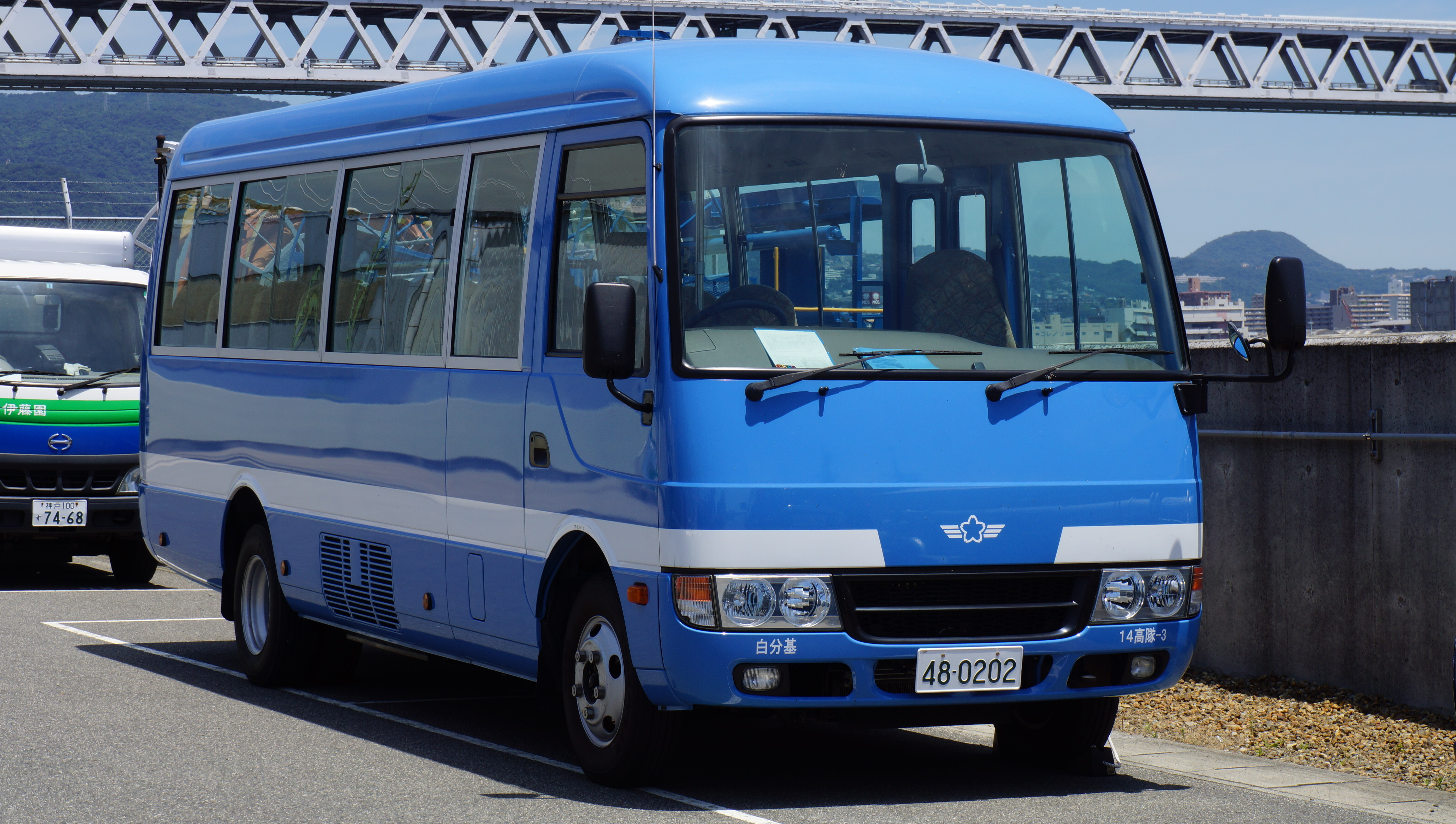
航空自衛隊のサイト用人員輸送車

輸送科職種に配属された隊員は必要不可欠であり、後期教育で大型免許を取得する。車両を扱う機会が多い施設科や通信科職種等は普通科等に配属された隊員よりも優先して教育を受けることが多い。自衛隊では3 1/2tトラックなど中型免許の範囲で運転できる車両も多いが、施設科では大型免許でカバーされるため個別に取得することはない。中型免許の対象は楽器輸送車を使う音楽隊や、航空自衛隊でレーダーサイトへ人員を輸送する『サイト用人員輸送車』を運用する隊員である。
各部隊ごとに年間計画で受入枠が決まっており細部は部隊の特性によるが、2任期以上かつ継続的に部隊で勤務する意思を持つ者や中隊長等の伝令業務を行っている隊員、職務上車両を取り扱う隊員でなければ受けさせてもらえないことが多い。ただし、教習指導員の資格を有する隊員を自動車教習所に臨時勤務という形で差し出していれば、その部隊に入所枠が多く配分されることがある。
海上自衛官および航空自衛官で所属基地に自動車訓練所がない場合は、最寄の陸上自衛隊駐屯地の訓練所へ入校する。地域によっては警察官、消防官・自治体職員等が入校することもある。
民間の自動車学校との違いとして、入所前に警察庁方式運転適性検査（K-2）を予め受験し、その結果運転適性が「適」または「準適」、かつ車両運行適性が5段階中「3」以上の者のみに入校が制限され、運転適性が「不適」や車両運行適性「1～2」の者は入校は認められない（民間では適性に関係なく免許取得が可能）。
大型免許は普通第一種（MT）または準中型（MT）、中型第一種（MT）、大特第一種を有する者が約10週間の通称「免あり」課程、運転免許を有しない者は約16週間の通称「免なし」に、大型特殊は2週間、牽引免許は4週間入所する。

## 自衛隊自動車訓練所の一覧
過去には同一県内の複数駐屯地に自動車教習所を設置していたが、財務省から非効率運営であるとして改善勧告を受けたことから、近年は各県内に1若しくは2カ所程度（おおむね師団・旅団司令部所在駐屯地、または特科連隊・施設団本部所在の駐屯地）に集約されている。海上自衛隊および航空自衛隊の基地に自動車訓練所が設置されていたこともあるが、上記理由から海上自衛隊第3術科学校（下総航空基地）、航空自衛隊第3術科学校（芦屋基地）を除き、現在は廃止されている。
- 真駒内自動車教習所（真駒内駐屯地内）- 第11後方支援隊輸送隊管轄
- 東千歳自動車教習所（東千歳駐屯地内） - 第7後方支援連隊輸送隊管轄
- 北千歳自動車教習所（北千歳駐屯地内） - 第1特科団本部管轄
- 南恵庭自動車教習所（南恵庭駐屯地内） - 第3施設団（旧北部方面施設隊）本部管轄
- 旭川自動車教習所（旭川駐屯地内） - 第2後方支援連隊輸送隊管轄
- 上富良野自動車教習所（上富良野駐屯地内） - 第2戦車連隊管轄
- 帯広自動車教習所（帯広駐屯地内）- 第5後方支援隊輸送隊管轄
- 神町自動車教習所（神町駐屯地内）- 第6後方支援連隊輸送隊管轄
- 岩手自動車教習所（岩手駐屯地内）- 東北方面特科連隊（旧第9特科連隊）管轄
- 多賀城自動車教習所（多賀城駐屯地内） - 東北方面混成団第119教育大隊管轄
- 八戸自動車教習所（八戸駐屯地内）- 第9後方支援連隊管轄
- 福島自動車教習所（福島駐屯地）- 第44普通科連隊管轄
- 宇都宮自動車訓練所（宇都宮駐屯地内） - 第12特科隊管轄
- 相馬原自動車教習所（相馬原演習場内） - 第12後方支援隊輸送隊管轄
- 勝田自動車教習所（勝田駐屯地内） - 陸上自衛隊施設学校管轄
- 朝霞自動車教習所「東方輸-本」（朝霞訓練場内）東部方面後方支援隊東部方面輸送隊管轄
- 練馬自動車訓練所（練馬駐屯地内）- 第1後方支援連隊輸送隊管轄
- 習志野自動車教習所「空挺団-後支-本」（習志野演習場内）- 空挺後方支援隊輸送隊管轄
- 下志津自動車教習所（下志津駐屯地内）- 陸上自衛隊高射学校管轄
- 駒門自動車教習所（駒門駐屯地内） - 機甲教導連隊[1]管轄[注 12]
- 富士学校自動車教習所「富団-教」（東富士演習場内）富士教導団教育隊[3]管轄
- 大津自動車教習所（大津駐屯地近隣） - 中部方面混成団第109教育大隊管轄
- 大久保自動車教習所（大久保駐屯地内） - 第4施設団第102施設器材隊管轄
- 千僧自動車教習所（千僧駐屯地内、教習コースは川西駐屯地北側の久代訓練場内） - 第3後方支援連隊輸送隊管轄
- 大草自動車教習所（春日井駐屯地近隣[注 13]） - 第10後方支援連隊輸送隊管轄
- 海田市自動車教習所（海田市駐屯地） - 第13後方支援隊輸送隊管轄
- 善通寺自動車教習所（善通寺駐屯地近隣[注 14]） - 第14後方支援隊輸送隊管轄
- 豊川自動車教習所（豊川駐屯地近隣[注 15]） - 第10高射特科大隊管轄[4]
- 姫路自動車教習所（姫路駐屯地内） - 中部方面特科連隊管轄
- 北熊本自動車教習所（北熊本駐屯地近隣[注 16]） - 第8後方支援連隊輸送隊管轄
- 竹松自動車教習所「竹松車教」（竹松駐屯地内）西部方面後方支援隊西部方面輸送隊管轄[注 17]
- 福岡自動車教習所 - 第4後方支援連隊輸送隊管轄
- 小郡自動車教習所 - 第5施設団第103施設器材隊管轄
- 都城自動車教習所 - 第43普通科連隊管轄

廃止された自衛隊自動車訓練所の一覧
- 名寄自動車教習所（名寄駐屯地）：2011年（平成23年）3月末廃止。
- 松山自動車教習所（松山駐屯地近隣）第2混成団特科隊：2003年（平成15年）3月14日廃止。